# Kamienołomni
Kamienołomni (ros. Каменоломни) – osiedle typu miejskiego w Rosji, w obwodzie rostowskim, ośrodek administracyjny rejonu oktiabrskiego. W 2010 liczyło 11 247 mieszkańców.